# Evolutionsbiologiskt centrum

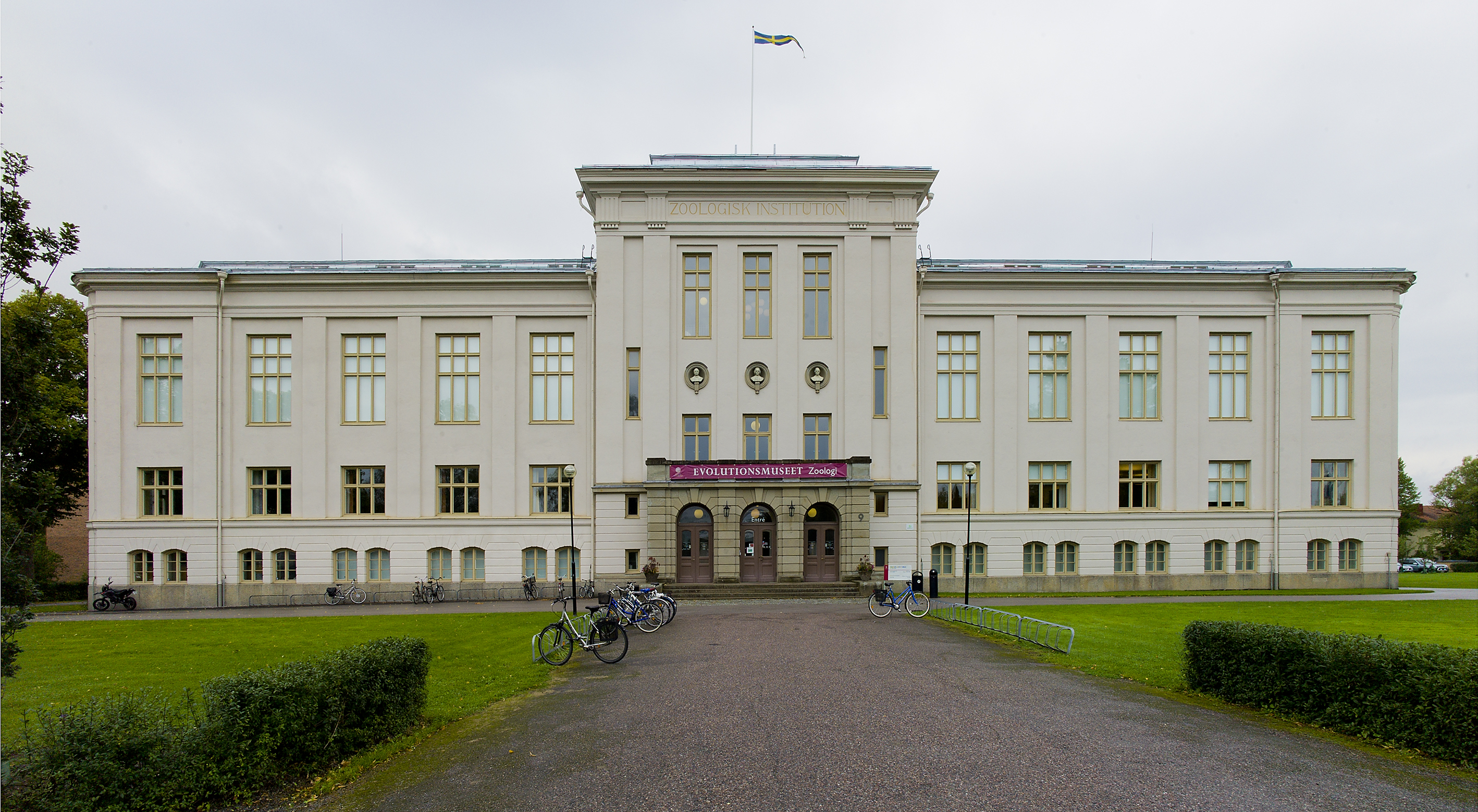
Zoologen är en av byggnaderna vid EBC som huserar Evolutionsmuseet.

Evolutionsbiologiskt centrum, ofta förkortat EBC, är en utbildnings- och forskningsanläggning i Uppsala. I centrumet har främst Uppsala universitet lokaler för forskning och utbildning inom genetik, ekologi och biologi. Vid EBC driver universitets institutioner för Ekologi och genetik samt Organismbiologi sin forskning, och i anläggningen ryms också Uppsala universitetsbiblioteks ämnesbibliotek för biologi. Inom centrumet har även Evolutionsmuseet sina tre lokaler, varav Zoologen, innehållande museets zoologiska föremål och Paleontologen, innehållande museets paleontologiska och mineralogiska föremål, är öppna för allmänheten.
EBC avgränsas i norr av Norbyvägen, i öst av Villavägen, i syd av Norra Rudbecksgatan och i öst av Kåbovägen. Nordost om anläggningen ligger Engelska parken - Humanistiskt centrum, Botaniska trädgården samt Blåsenhus. Utanför detta kvarter finns även tre fältstationer som är anslutna till EBC: Klubbans biologiska station i Fiskebäckskil i Bohuslän, Norr Malma fältstation vid sjön Erken i Norrtälje kommun i Uppland samt Ekologiska forskningsstationen i Skogsby på Öland.